# Croton socotranus
Croton socotranus är en törelväxtart som beskrevs av Isaac Bayley Balfour. Croton socotranus ingår i släktet Croton och familjen törelväxter.

## Underarter
Arten delas in i följande underarter:
- C. s. pachyclados
- C. s. socotranus